# Poudre d'Or
Pour les articles homonymes, voir Poudre d'or.
Poudre d'Or est une localité de la république de Maurice située au nord-est de son île principale, l'île Maurice. Elle est située sur la côte et relève ce faisant du district de Rivière du Rempart.
C'est ici que se situe l'intrigue du roman Les Rochers de Poudre d'Or (2003) de la romancière mauricienne Nathacha Appanah à propos des « engagés » indiens travaillant depuis la fin du XIXe siècle dans les exploitations de canne à sucre des environs.
Selon le recensement de 2011, le village comptait alors 4 142 habitants.

## Histoire
Les premiers colons s'installent à cet endroit à la fin du règne de Louis XV et lui donnent son nom actuel, ainsi que celui du canton. Bernardin de Saint-Pierre écrit le 13 septembre 1769: « ...que l’on appelle La Poudre d'Or à cause dit-on de la couleur se sable qui me parut blanc comme nulle part ailleurs. »
Le lieu est lié à l'origine au domaine de Poudre d'Or qui s'étend alors sur 468 arpents et est donné par la Couronne au colon André Oury. En 1837, le domaine devient la propriété de la compagnie Pierson & Chapman et Barcleys, puis il est vendu en 1893 à Edmond de Chazal, également propriétaire de la propriété sucrière de Saint-Antoine. En 1875, la fabrique sucrière de Poudre d'Or cesse son activité.
En 1944, la Société de l'Histoire de l'Ile Maurice a érigé un mémorial en hommage au naufrage du Saint-Géran en 1744  au large de Poudre d'Or avec 167 personnes à bord, dont seules 9 ont survécu. Cette catastrophe maritime inspira Bernardin de Saint-Pierre pour son roman Paul et Virginie, œuvre préromantique devenue célèbre de la fin du XVIIIe siècle, jusqu'au milieu du XXe siècle et toujours aujourd'hui à Maurice. Le mémorial est inscrit à la liste du patrimoine national protégé mauricien.
Le Saint-Géran ne fut pas le seul navire à chavirer au large de Poudre d'Or. Il en fut de même le 3 mars 1860 pour le bateau américain Cavalier. Vingt-trois personnes trouvent la mort sur les cent vingt-quatre passagers.
Poudre d'or est relié en 1864 par la ligne Nord du chemin de fer. Par la suite les fabriques sucrières Schoënfeld, Espérance, Mon triomphe, Figette, Belmont et Petit Village de l’Île d’Ambre redoublent d'activité.
Un établissement de soins est ouvert ici en 1882 par le gouvernement colonial.
C'est à Poudre d'or que se trouvait le chef-lieu administratif du district de Rivière du Rempart jusqu'en 1933, avant d'être transféré à Mapou.

## Religion
L'église catholique de Marie-Reine domine les environs depuis 1846, grâce à son clocher puissant. C'est grâce au don d'un terrain de deux arpents par la veuve de Monsieur Charles Baudot que l'église put être construite. L'abbé Commerford ouvre ensuite un cimetière de 2,2 arpents. On y trouve nombre d'anciennes sépultures de familles franco-mauriciennes (c'est-à-dire descendantes des colons venus de France ou d'Europe). L'église est le lieu de culte principal de la paroisse Marie-Reine de Goodlands, ville où se trouve la chapelle Sainte-Claire de Goodlands.
Une petite chapelle anglicane dédiée à saint Marc a également été construite pour la petite communauté anglicane, principalement d'origine indienne. La mosquée a été édifiée en 1877, c'est une des plus anciennes du nord de l'île.

## Tourisme
Poudre d'Or s'est surtout convertie au tourisme depuis une trentaine d'années. On y trouve un petit port nautique et une suite de plages de sable fin avec en bord de mer des hôtels et des restaurants, ainsi que des villas, appelées localement « campements ».